# 刘谦 (宋朝博州人)
刘谦（950年—1009年），博州堂邑（今山东聊城市冠县东）人。北宋将领。
曾祖刘直，原谅偷他衣服的同乡少年，父亲刘仁罕，率众断澶州浮桥破敌，补内黄镇将、汜水镇将，为散都头。宋初，转任为许州龙卫副指挥使。攻打南汉为前锋。回师后，改为同州都校。
刘谦青年时不拘小节，至岭南见父亲，刘仁罕给他金帛，令北归行商。他在堂邑旧墅，曾为乡里恶少所辱，怒而将其殴杀。亡命京师，应募从军，补卫士，升任为内殿直都知。至道初年，赵恒为太子，增补宫卫，宋太宗选他为西头供奉官、东宫亲卫都知。赵恒即位为宋真宗，擢授洛苑使，改殿前左班指挥使。咸平初年，任御前忠佐马步军都军头，领勤州刺史，加殿前右班都虞候。扈从真宗北征，回军后，改任捧日、天武四厢都指挥使，领本州防御使，权殿前都虞候。
景德初年，加侍卫马军都虞候，改领浔州防御使，权步军都指挥使。第二年冬，制授殿前副都指挥使、振武军节度。河北屯兵，常在八月发冬衣，请求朝廷边城早寒，请于六月发给，后以为例。大中祥符初年，从封禅泰山，为都总山下马步诸军，与西京左藏库副使赵守伦阅视山门。礼成，进授都指挥使，移领保静军节度使。次年八月去世，年六十岁，赠侍中。其子刘怀懿，后为东染院副使。刘怀诠，官至内殿崇班、阁门祗候。